# Hans Trier Hansen
Hans Trier Hansen, född 15 maj 1893, död 12 september 1980, var en dansk gymnast.
Trier Hansen tävlade för Danmark vid olympiska sommarspelen 1912 i Stockholm, där han var med och tog silver i lagtävlingen i svenskt system. 